# Die Gesunkenen (film 1926)
Die Gesunkenen è un film muto del 1926 diretto da Rudolf Walther-Fein e Rudolf Dworsky.

## Produzione
Il film fu prodotto da Gabriel Levy per l'Aafa-Film AG.

## Distribuzione
Distribuito dall'Aafa-Film AG, fu presentato a Berlino il 18 gennaio 1926. Negli Stati Uniti, il film venne ribattezzato con il titolo The Sunken.